# Иван Дуйчев
Иван Симеонов Дуйчев е виден български историк, академик и палеограф с основополагащи приноси към българската и византийската средновековна история.

## Биография
Иван Дуйчев е роден в София през 1907 г. През 1928 г. се записва като студент в СУ "Климент Охридски". През 1932 г. завършва история в Софийския университет „Климент Охридски“ като ученик на проф. Васил Златарски, проф. Петър Мутафчиев, проф. Петър Ников и проф. Петър Бицилли. Поради недобро материално положение се грижи сам за прехраната си в последните класове на гимназията и в студентските години. След завършването работи като учител в едно врачанско село, където събира езикови материали, публикувани по-късно в сп. "Родна реч".
Специализира в Италия (1932 – 1936). Тук той усвоява италианския и латинския. Под ръководството на проф. Силвио Джузепе Меркати разработва и защитава докторат в Римския университет на тема „Българските Асеневци във Византия“ (1934). Завършва и курс във Ватиканската школа по палеография и архивистика в Рим. По това време негов покровител и наставник е префектът на Архива на Ватикана кардинал Анджело Меркати.
През 1936 г. Ив. Дуйчев е назначен като асистент по българска история в Софийския университет „Климент Охридски“. През 1939 г. е избран за доцент по същата специалност. Слез смъртта на проф. Петър Мутафчиев чете лекции по българска, балканска и византийска история чак до 1945. По убеждения ученият е близък до толстоизма и сп. „Възраждане“. След завземането на Македония от българската армия през април 1941 г. посещава областта многократно, като изследва и задълбочава теренното и академично познание за историята и културата на местното българско население. От 7 юли до 17 август 1941 г. Иван Дуйчев е командирован като преводач към италианската комендатура в Костур, намиращ се под италианска окупация. Защитата на местните българи от преследванията на гръцките власти предизвиква недоволството им и по искане на италианската страна Иван Дуйчев е отзован. 
Неговата малка книжка „Македония в българската история“ (1941), издание на Македонския научен институт, е включена от отечественофронтовската власт в списъка с „фашистки книги“, а самият Иван Дуйчев е уволнен от Софийския университет и за няколко години е принуден да се препитава като превежда романи и научна литература от френски език. През 1945 г. заради насочената в подкрепа на македонските българи просветителска и обществена дейност през войната, новите гръцки власти несправедливо включват Иван Дуйчев в списък на български, италиански и германски военни и други лица, които трябва да бъдат съдени на процес в Атина като военнопрестъпници. Иван Дуйчев по-специално е обвинен в „Кражба и изнасяне на гръцки културни ценности от Гърция в България“, каквато е трактовката на гръцките власти за българското културно наследство в Егейска Македония, което Иван Дуйчев е спасил от разграбване от страна на антибългарски настроени гръцки партизани. Благодарение обаче на усилията на адвоката Стоян Бояджиев, който е бил ангажиран по линия на Р.О. на Българската армия да защитава всички български военни и цивилни лица, обвинени на процеса, българският учен е спасен чрез дезинформация за мнима смърт , като освен това успява да се укрие за няколко месеца в едно село в околностите на Велико Търново.
От 1949 година Иван Дуйчев е старши научен сътрудник, а от 1967 е професор в новооснования Институт за българска история (днес Института по история) при Българска академия на науките. Тук се пенсионира през 1972.
На 16.3.1981 г. е избран за редовен член (академик) на Българската академия на науките. Случаят с Дуйчев е безпрецедентен – избран е за академик, без да е бил член-кореспондент на БАН. 
Към този момент (16.3.1981), той вече е участник в международни конгреси и конференции, член-кореспондент  е на Британската академия (Лондон), доктор на Университета в Бон (Бонския Университет), член на Понтификалната академия по археология (Рим), член на академията на Академията за науките, литературата и изкуствата в Палермо, член на Неаполитанската академия, член на Академията в Сицилия, носител е на различни международни награди. Член е на няколко редколегии на международни издания. Научната му продукция включва над 600 публикации. Освен това има над 400 отзиви и статии във вестници и списания.  
След смъртта му личната му библиотека е предоставена на Софийския университет, а къщата, в която живял, е превърната в Центъра за славяно-византийски проучвания „Проф. Иван Дуйчев“.

## Памет
На Иван Дуйчев е наречена улица в квартал „Бъкстон“ в София (Карта).

## Отличия
- носител на Хердерова награда (1974).
- удостоен е със званието "Заслужил деятел на културата" (1972)
- удостоен е със званието „Народен деятел на науката“ [4] (1977)